# Apomys musculus
Apomys musculus és una espècie de mamífer rosegador de la família dels múrids. Són rosegadors de petites dimensions, amb una llargada de cap a gropa de 76 a 124 mm i una cua de 96 a 133 mm. Poden arribar a pesar fins a 25 g. Es troba només a les illes de Luzon i Mindoro, a les Filipines. Viu principalment en boscs montans primaris i secundaris, i és poc comuna en boscs amb molsa.